# Bernard Widrow
Bernard Widrow (Norwich (Connecticut), 24 de dezembro de 1929) é um engenheiro estadunidense.
É professor de engenharia elétrica na Universidade Stanford. É co-inventor do algoritmo LMS, em trabalho com seu primeiro aluno de doutorado Marcian Hoff.

## Publicações
- 1965 "A critical comparison of two kinds of adaptive classification networks", K. Steinbuch and B. Widrow, IEEE Transactions on Electronic Computers, pp. 737–740.
- 1985 B. Widrow e S. D. Stearns. Adaptive Signal Processing. New Jersey: Prentice-Hall, Inc., 1985.
- 1994 B. Widrow e E. Walach. Adaptive Inverse Control. New Jersey: Prentice-Hall, Inc., 1994.
- 2008 B. Widrow e I. Kollar.  Quantization Noise: Roundoff Error in Digital Computation, Signal Processing, Control, and Communications.  Cambridge University Press, 2008.

## Honrarias e prêmios
- Eleito fellow do Instituto de Engenheiros Eletricistas e Eletrônicos (IEEE), 1976
- Eleito fellow da AAAS, 1980
- Medalha do Centenário IEEE, 1984
- Medalha Alexander Graham Bell IEEE, 1986
- IEEE Neural Networks Pioneer Medal, 1991
- Membro da Academia Nacional de Engenharia dos Estados Unidos, 1995
- IEEE Signal Processing Society Award, 1999
- IEEE Millennium Medal, 2000
- Medalha Benjamin Franklin, 2001